# Anne Diemer

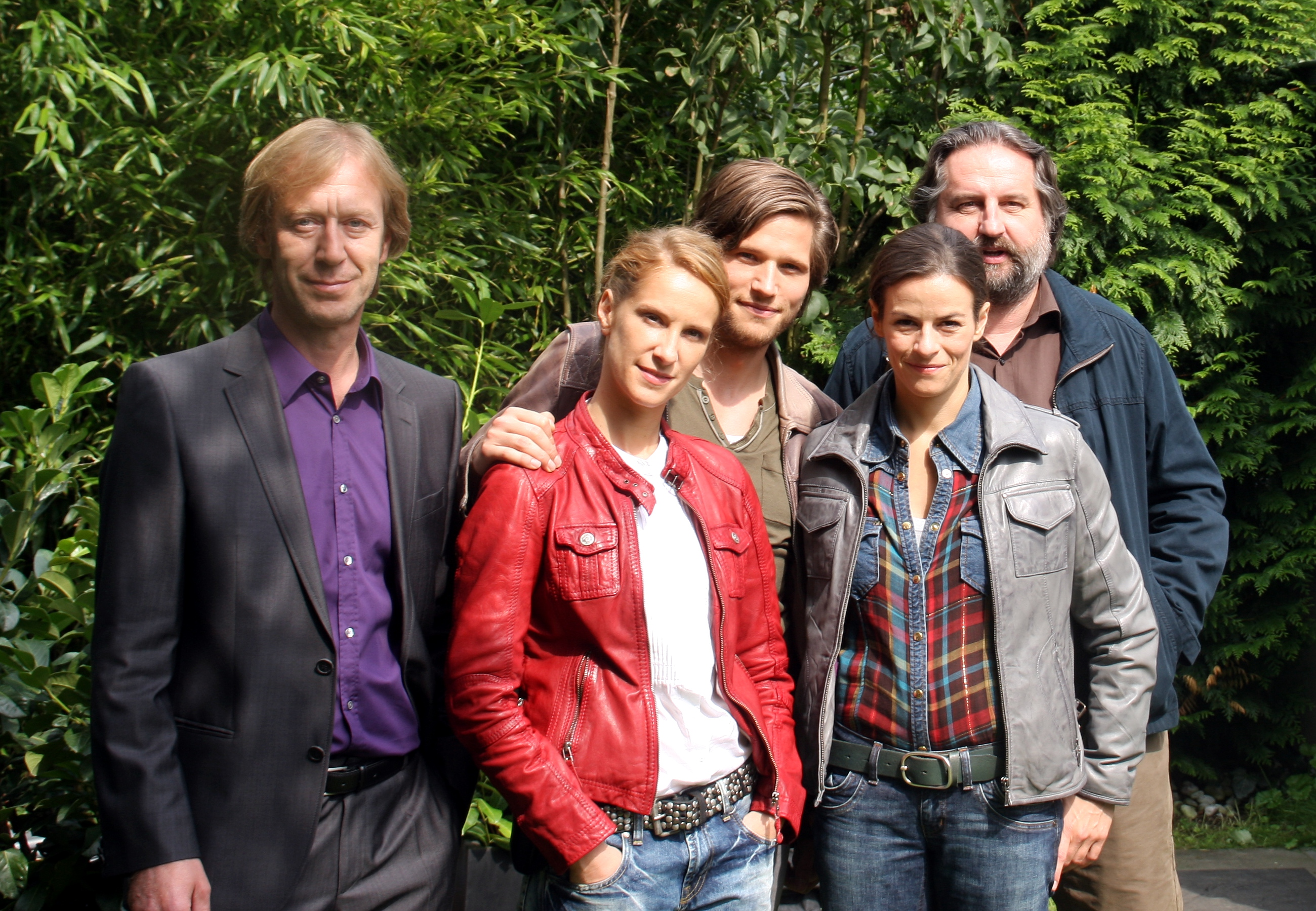
Anne Diemer (rechts) mit dem Ensemble von Countdown – Die Jagd beginnt

Anne Diemer (* 7. August 1981 in Würzburg, Bayern) ist eine deutsche Schauspielerin.

## Leben
Anne Diemer erhielt ihre Schauspielausbildung an der Hochschule für Musik und Darstellende Kunst Stuttgart. Nach dem Studium spielte sie unter anderem in den Fernsehproduktionen Kahlschlag und Lily's Geheimnis und hatte Gastrollen in mehreren Tatort - Folgen. In der RTL-Serie Countdown – Die Jagd beginnt gehörte sie als Kommissarin zum Hauptcast. Seit 2023 spielt sie die Staatsanwältin Odette Santos in Die Heiland – Wir sind Anwalt.
2006 spielte sie am Jungen Ensemble Stuttgart (JES) die Rolle der Bonnie in Bonnie & Clyde von T. Richard. (Regie: Klaus Hemmerle). 2007 war sie am Staatstheater Stuttgart als Cathleen in Eines langen Tages Reise in die Nacht von Eugene O’Neill (Regie: Barbara David-Brüesch) zu erleben, wofür sie das Magazin theater heute als beste Nachwuchsschauspielerin nominierte. Weitere Rollen am Staatstheater Stuttgart waren Gudrun Ensslin in Der Umschluß (Regie: Christian Hockenbrink) und Jane Worthington in Außer Kontrolle von Ray Cooney (Regie: Katja Wolff).
Von 2008 bis 2012 war Anne Diemer festes Ensemblemitglied des Mainfranken Theater Würzburg und spielte unter anderem Elektra in der Orestie von Aischylos, Eve in Der zerbrochne Krug sowie Tusnelda in Die Hermannsschlacht von Kleist, Orsina in Emilia Galotti von Lessing und Evelyn in Das Maß der Dinge von Neil LaBute.
Von 2013 bis 2017 spielte sie an Theater & Philharmonie Thüringen u. a. Karoline in Horváth’s Kasimir und Karoline, sowie in der Regie von Caro Thum Fontane’s Effi Briest und Christa Wolf’s Kassandra. Mit dem Schauspieler und Regisseur Akillas Karazisis erarbeitete sie Blanche in Tennessee William’s Endstation Sehnsucht sowie die Mutter in Bluthochzeit von Lorca. Außerdem spielte sie im Rahmen diverser internationaler Co-Produktionen u. a. in Griechenland, der Türkei und Burkina Faso.
In dieser Zeit übernahm sie vor der Kamera Gastrollen in SOKO Stuttgart, Unsere Mütter, unsere Väter, Helen Dorn, Rote Rosen und Rentnercops.
Seit 2018 stand sie am Nationaltheater Mannheim (als Conférencière in Brecht’s Mahagonny, Regie: Markus Dietz), Staatstheater Darmstadt, Ernst Deutsch Theater Hamburg, Schlosstheater Celle, Burgfestspiele Bad Vilbel und Monbijou Theater Berlin auf der Bühne. Wichtige Rollen in diesen Jahren waren u. a. Katja in Aus dem Nichts nach dem Film von Fatih Akin, Maria Tura in Sein oder nicht sein und Beatrice in Goldoni’s Diener zweier Herren.
Anne Diemer lebt in Berlin und Köln und arbeitet auch als Synchron- und Hörbuchsprecherin.

## Filmografie
- 2005: Marinas Brief (Kurzfilm)
- 2006: Tatort: Der Lippenstiftmörder (Fernsehreihe)
- 2006: Kahlschlag (Fernsehfilm)
- 2007: R. I. S. – Die Sprache der Toten (Fernsehserie)
- 2008: Tatort: Liebeswirren
- 2008: Lily's Geheimnis (Fernsehfilm)
- 2009: Tatort: Bluthochzeit
- 2010–2012: Countdown – Die Jagd beginnt (Fernsehserie)
- 2013: Unsere Mütter, unsere Väter (Fernseh-Mehrteiler)
- 2013: Eine unbeliebte Frau (Fernsehfilm)
- 2013: SOKO – Der Prozess (Crossoverfilm der deutschen SOKO-Krimiserien 5113, Köln, Wismar, Stuttgart und Leipzig)
- 2015: Rote Rosen
- 2016: Helen Dorn – Gefahr im Verzug (Fernsehreihe)
- 2017: Rentnercops
- 2019: Schwartz & Schwartz: Der Tod im Haus
- 2022: Alarm für Cobra 11
- 2023: SOKO Wismar
- seit 2023: Die Heiland – Wir sind Anwalt (Fernsehserie)

## Theater
- 2006–2008: Junges Ensemble Stuttgart (JES)
- 2006–2008: Staatstheater Stuttgart
- 2008–2012: Mainfranken Theater Würzburg
- 2013–2017: Theater und Philharmonie Thüringen
- 2017: Nationaltheater Mannheim
- 2017: Staatstheater Darmstadt
- 2017–2025: Monbijou Theater Berlin
- 2018–2021: Schlosstheater Celle
- 2023 & 2025: Ernst Deutsch Theater
- 2024: Burgfestspiele Bad Vilbel

## Hörspiele
- 2002: Edith Nesbit: Die Kinder von Arden – Regie: Robert Schoen (Kinderhörspiel – SWR)